# Денитрификация
Денитрификация (восстановление нитрата) — Осуществляется прокариотами (причём как бактериями, так и археями) и эукариотами в анаэробных условиях и связана с получением ими энергии.
Особо выделяют ассимиляционное восстановление нитрата, приводящее к синтезу азотсодержащих клеточных компонентов и свойственную всем растениям, многим грибам и прокариотам, способным расти на средах с нитратами, однако не сопровождающуюся получением энергии этими организмами. Аммонийный и нитратный азот, поглощенный микробными клетками, включается в органические азотсодержащие полимеры клеточных компонентов и временно выводится из круговорота азота, то есть происходит его иммобилизация.

## Биохимия процесса
Диссимиляционное восстановление нитрата является процессом анаэробного дыхания, то есть использования нитратов и продуктов их частичного восстановления вместо кислорода для окисления веществ (у разных микроорганизмов как органических, так и минеральных) в ходе метаболизма с выделением энергии. Поэтому денитрификация — процесс анаэробный и подавляется молекулярным кислородом при Eh более +300 мВ. Энергетическая эффективность процесса при восстановлении нитратов до молекулярного азота составляет около 70 % от аэробного дыхания с использованием кислорода.
Процесс протекает постадийно:
{\displaystyle NO_{3}^{-}\to \;NO_{2}^{-}\to \;NO\to \;N_{2}O\to \;N_{2}}
Катализируют реакции нитратредуктаза, NO-образующая нитритредуктаза, редуктаза окиси азота и редуктаза закиси (гемиоксида) азота соответственно.
Проводить процесс полностью и получать энергию имеют возможность лишь прокариоты, причем все они факультативные анаэробы, при наличии кислорода переключающиеся на обычное дыхание. Многие денитрификаторы вместе с тем обладают способностью к азотфиксации (например, Azospirillum lipoferum). Часть бактерий имеет лишь часть ферментов и проводит усечённую денитрификацию.

## Выделение закиси азота эукариотами
Грибы, в том числе дрожжи, и клетки печени животных способны к выделению N2O, в особенности на средах с нитритами. Этот процесс, однако, не сопряжён с получением энергии и осуществляется для детоксикации организма от нитритов. Диссимиляционная нитритредуктаза эукариот имеет ряд отличий от своего прокариотного аналога: содержит лишь 1 активный центр, не связана с мембраной, не ингибируется ацетиленом. Считается также, что выделение закиси азота актиномицетами не связано с анаэробным дыханием и также является следствием детоксикации, поскольку мицелиальная организация организма несовместима с адаптациями к анаэробным условиям существования.

## Хемоденитрификация
В ряде случаев возможно выделение газообразных соединений азота и без участия микроорганизмов:
1. RNH2 + HNO3 → ROH + H2O + N2 (pH>5)
2. 6NH4 + 8HNO2 → 7N2 + 16H2O
3. 3HNO2 + O2 → HNO3 + H2O + 2NO

Хемоденитрификацией объясняется возрастание эмиссии закиси азота из почвы при её нагревании свыше 50 °C (при том, что пик биологической денитрификации приходится на 30-35 °C, к 45 °C приурочен минимум эмиссии закиси азота).

## Значение
Денитрификация, протекающая в основном в почве, дает до 70-80 % выбросов N2O (закись азота, парниковый газ) в атмосферу.